# Jacques Caballé
Pour les articles homonymes, voir Caballé.
Jacques Caballé, né le 28 mars 1938, à Montpellier, en France, est un joueur et entraîneur français de basket-ball. Il évolue au poste d'ailier.

## Biographie
Il débute en 1954 à l'ASPTT de Montpellier sous la direction de René Chocat, conseiller technique régional, reconnu comme meilleur joueur français aux JO de 1948 à Londres.
En 1957 l'équipe junior de Montpellier perd le titre de champion de France d'un point à Lyon contre le Stade Français. Il dispute le match France - Espagne junior à Toulouse.
La même année, il est retenu pour la préparation des Jeux olympiques de Rome il participe au stage du mois d'août à Nice. En novembre, une blessure en cours de préparation du match Pologne - France le prive de sélection. Il s'entraine à cette occasion avec les joueurs emblématiques que l'époque que sont Jean-Paul Beugnot, Roger Antoine, Christian Baltzer ou Robert Monclar.
À Paris en 1958, il joue au Stade Français qui monte en première division, puis l'année suivante termine second de sa poule. Il obtient sa première sélection avec l'équipe de France le 28 mars 1959 à Lisbonne contre le Portugal.
Libéré des obligations militaires fin 1960, Monclar le sollicite pour le rejoindre au SA Lyon. Cette saison-là donc en 1961, le SA Lyon gagne la  coupe de France contre le Paris Université Club (PUC).
En 1963, par l'intermédiaire de son recruteur M. Longchamps, le président De Barros le fait signer à l'ASVEL en même temps que l'espoir Gérard Moroze.
Pendant ses cinq saisons de joueur à l'ASVEL le club remporte cinq titres (trois de champion et deux coupes) sans réussir de doublé. Gravement blessé au genou gauche il arrête la compétition de haut niveau en 1968. Sollicité par Raphaël de Barros, il entraîne l'équipe en 1970 et 1971, saisons oùl'ASVEL termine les deux années avec le titre de champion de France.
Avec l'équipe de France, il totalise 19 sélections pour un total de 63 points, avec comme meilleure performance au niveau des points 14.